# Karl Gampenrieder

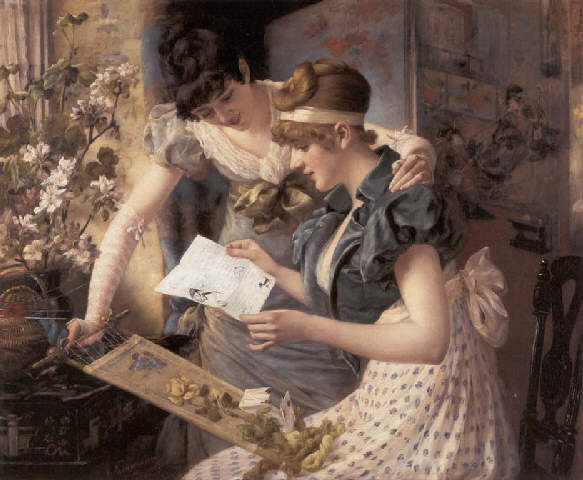
Der amüsante Brief, 1886

Karl Wilhelm August Gampenrieder (* 1. Februar 1860 in München; † 27. Oktober 1927 ebenda) war ein deutscher Maler.

## Leben
Gampenrieder studierte ab 1877 bei Gyula Benczúr und Wilhelm von Lindenschmit an der Münchener Akademie der Bildenden Künste Malerei. Eine Studienreise führte ihn nach Paris. Nach seiner Rückkehr nach München porträtierte er in zahlreichen Ölgemälden die dortige Gesellschaft.